# 윈도우 가상 PC
윈도우 가상 PC(Windows Virtual PC)는 마이크로소프트 윈도우 운영 체제용 가상화 제품군이며, 파워피씨 기반 시스템의 맥 오에스 텐용 에뮬레이션 제품군이다. 이 소프트웨어는 원래 Connectix사가 만들었으며, 나중에 마이크로소프트에 인수되었다. 2006년 7월에, 마이크로소프트는 윈도우 호스트 버전의 제품을 무료로 배포하였다. 2006년 8월에, 마이크로소프트는 매킨토시 호스트 버전의 제품은 인텔 기반의 매킨토시로 포팅되지 않을 것이며, 결과적으로 파워피씨 기반의 매킨토시 제품은 더 이상 제조를 하지 않을 것이라고 언급하였다.
버추얼 PC는 표준 PC와 그에 따른 하드웨어를 가상으로 구현한다. 그러므로 개인용 컴퓨터에서 사용할 수 있는 거의 모든 운영 체제를 실행하는 데 사용할 수 있다. 그러나 버추얼 PC의 개발에 목표를 두지 않은, 알려져 있지 않은 운영 체제를 설치하려고 시도하면 문제가 일어날 수 있다.
마이크로소프트는 이 제품을 하이퍼-V로 대체하였다.

## 개요
버추얼 PC 2007의 후속판인 윈도우 버추얼 PC는 2009년 4월 30일에 공식 베타 테스팅에 들어갔으며윈도우 7과 함께 출시되었다.
이전 버전과는 달리 이 버전은 윈도우 7 호스트 운영체제만을 지원하며 하드웨어 가상화 지원을 요구한다.
윈도우 버추얼 PC에는 다음과 같은 새로운 기능을 포함하고 있다:
- USB 지원, 리다이렉션 – 플래시 드라이브, 디지털 카메라와 같은 주변 기기를 연결하고 게스트 운영체제에서 호스트 운영체제의 프린터로 인쇄한다
- 보이지 않는 응용 프로그램 표시 및 실행 – 윈도우 XP 모드의 응용 프로그램을 윈도우 7 바탕 화면에서 직접 실행한다

멀티스레딩 지원 - 여러 개의 가상 머신을 동시에 실행하며 각 스레드에서 처리하므로 성능과 안정성을 개선한다
- 스마트 카드 리다이렉션 - 호스트에 연결된 스마트 카드를 사용한다
- 윈도우 탐색기와 통합 - 모든 가상 머신을 하나의 탐색기 폴더 (%USER%\Virtual Machines)에서 관리한다

### 요구 사항
윈도우 버추얼 PC의 PC 요구 사항은 다음과 같다:
- 1 GHz 이상의 프로세서 (32 / 64비트)
  - AMD-VTM 또는 인텔 VT 하드웨어 가상화가 반드시 지원되어야 하고 켜져 있어야 한다
- 1.25 GB의 메모리 (2 GB 권장)
- 가상 윈도우 환경마다 별도의 15 기가바이트의 하드 디스크 공간 권장

### 이용
- 윈도우 버추얼 PC는 윈도우 7 프로페셔널, 얼티밋, 엔터프라이즈 에디션의 사용자들이 마이크로소프트 웹사이트로부터 직접 내려 받거나 OEM을 통해 설치를 미리 지원 받는다면 무료로 사용할 수 있다.
- 게스트 응용 프로그램들이 호스트 윈도우 7 데스크톱에 통합할 수 있게 해 주는 윈도우 XP 모드는 윈도우 7 프로페셔널, 엔터프라이즈, 얼티밋 에디션의 사용자들이 마이크로소프트 웹사이트로부터 직접 내려 받거나 OEM을 통해 설치를 미리 지원 받는다면 무료로 사용할 수 있다.[5]
- 윈도우 버추얼 PC와 윈도우 XP 모드의 RC 버전은 마이크로소프트 웹사이트로부터 직접 내려 받아 사용할 수 있다.[6]

### 윈도우 XP 모드
윈도우 XP 모드 (XPM)는 게스트 운영 체제로서 미리 설치된 윈도우 XP SP3 라이선스 복사본이 포함되어 있는 윈도우 버추얼 PC용 가상 머신 패키지이다. 미리 설치된 통합 구성 요소들은 가상 환경 안에서 실행 중인 응용 프로그램들이 마치 호스트에서 실행하고 있는 것처럼 보이게 하는 기능을 제공하며 네이티브 데스크톱과 윈도우 7의 시작 메뉴를 공유할뿐 아니라 파일 형식 통합까지 도와 준다.
XP 모드 응용 프로그램들은 가상화된 윈도우 XP에서의 터미널 서비스 세션에서 실행되며 윈도우 7 호스트에서 실행 중인 클라이언트에 의해 원격 데스크톱 프로토콜을 통해 접근한다.
XP 모드는 윈도우 비스타 이전에 출시된 프로그램들의 무너진 호환성을 보완하는 패치의 역할을 한다.

## 에뮬레이션 환경
버추얼 PC는 인텔 440BX 칩셋을 갖춘 32비트 인텔 펜티엄 II 프로세서를 가상으로 구현하지만, 윈도우 버전의 경우 호스트 프로세서를 그대로 사용한다. (이를 가상화라고 한다.) 또, 4 메가바이트 비디오 램(나중에 16 메가바이트까지 수정 가능)을 갖춘 표준 SVGA VESA 그래픽 카드 (S3 트리오 64 PCI, 어메리칸 메가트렌즈 (AMI)의 시스템 바이오스, 크리에이티브 랩스 사운드 블라스터 16 ISA (PnP (비스타가 호스트와 게스트로 동작할 경우 비스타의 오디오를 그대로 사용), DEC 21041 이더넷 네트워크 카드(새로운 버전의 DEC 21140)를 가상으로 구현한다.
모든 프로그램이 정상 동작을 보증하는 것은 않는다. 왜냐하면 하드웨어의 문서화되지 않은 기능, 이색 타이밍, 비지원 opcode를 사용할 수도 있기 때문이다. 이러한 기능을 지원하지 않음에도, 전반적인 호환성은 크게 문제되지 않는다.
- 매킨토시 버전의 버추얼 PC는 동적 리컴파일을 사용하여 표준 PC에서 쓰이는 x86 코드를 맥에서 쓰이는 파워피씨로 동등하게 변환한다.
- 윈도우 버전의 버추얼 PC는 또한 동적 리컴파일을 사용하지만 커널 모드와 리얼 모드 x86 코드를 x86 사용자 모드 코드로 변환하기만 한다. 반면 원래의 사용자 모드와 가상 8086 모드 코드는 가상 구현 없이 네이티브로 돌아간다.

## 리눅스 기반의 에뮬레이션 환경
리눅스 기반의 환경을 설치하는 것이 가능하긴 하지만, 문제가 없는 것은 아니다. 일부 지원되는 리눅스 배포판의 경우, 윈도우 버추얼 PC가 16비트나 32비트 색의 그래픽만 에뮬레이트하기 때문에, 게스트 운영 체제가 24비트 색을 사용하는 그래픽 모드가 아닌 "텍스트 모드"에서 설치되어야 한다.

## 버전 역사
최초의 버추얼 PC 버전은 Connectix가 매킨토시용으로 개발하였으며 1997년 6월에 공개되었다. 4년이 지난 2001년 6월에 첫 윈도우용 버전의 버추얼 PC 4.0이 공개되었다. 가상화가 기업 활동에 중요하다고 판단한 마이크로소프트는 2003년 2월에 버추얼 PC를 인수하였다.
2007년 2월 19일에 마이크로소프트는 버추얼 PC 2007을 공개하였다. 이 버전은 마이크로소프트 윈도우 비스타를 지원하며 (홈 베이직과 홈 프리미엄 에디션은 지원되지 않는다고 하지만 실행은 가능하다) 무료로 다운로드받아 사용할 수 있다. (지금은 버추얼 PC 2007 SP1 서비스팩1이 출시되었다.)

## 인텔 기반 맥 지원
마이크로소프트는 2006년 8월 7일에, 맥용 버추얼 PC는 인텔 맥 플랫폼에 포팅되지 않을 것이라고 발표하였다. 마이크로소프트는 "애플과 다른 업체들이 이를 대신하는 솔루션을 갖추고 있으며, 윈도우 판매 버전의 모든 기능이 제공되기에 요구를 충족해 줄 것이다."라고 언급하였다.
애플은 이전에 부트 캠프의 베타 버전을 공개한 바 있다. 그러다가 2007년 10월 26일에 부트 캠프의 첫 일반 버전을 맥 오에스 텐 10.5 레퍼드를 통해 공개하였다. 부트 캠프는 맥 오에스 텐뿐 아니라 윈도우 XP나 윈도우 비스타가 새로운 인텔 기반의 맥의 하드 드라이브 파티션에 설치될 수 있게 도와 준다. 이로써 사용자가 맥 오에스 텐 또는 윈도우를 골라가며 시동할 수 있지만 동시에 시동하지는 못한다.

## 같이 보기
- 가상 머신
- x86 가상화
- 버추얼박스
- 마이크로소프트 버추얼 서버